# Книга Олександр Андрійович
Олекса́ндр Андрі́йович Кни́га (нар. 26 березня 1959, Покровка Очаківського району Миколаївської області) — український театральний діяч, заслужений працівник культури України (1995), заслужений діяч мистецтв України (2009 р.), народний артист України (2017),  засновник та президент Міжнародного театрального фестивалю «Мельпомена Таврії», почесний громадянин міста Херсона (2015), президент клубу Громадське об'єднання Херсонський клуб «Ротарі», співзасновник та голова Євразійської Театральної Асоціації, «Театральний діяч року» згідно рейтингу турецького мистецького журналу «Tiyatro» (2021).

## Життєпис
З липня 1976 по березень 1977 працював монтажником на ПМК № 132 тресту «Херсонводбуд». З березня 7 по травень 1979-го служив у армії інструктором школи молодих спеціалістів та зв'язку в/ч 4710. З червня по серпень 79-го року продовжив працювати монтажником на ПМК № 132 тресту «Херсонводбуд». Вступив до Херсонського культосвітнього училища, в якому навчався до грудня 1981 року. Після чого спочатку очолював театральний колектив, а згодом став художнім керівником та директором Виноградівського будинку культури.
У 1987 році закінчив Київський державний інститут культури ім. О. Є. Корнійчука (нині — Київський національний університет культури і мистецтв) за спеціальністю «Культурно-освітня робота» та здобув кваліфікацію «Культосвітній працівник. Керівник самодіяльного театрального колективу» (викладачі Нінель Биченко, Петро Ільченко).
З січня 1988 до квітня 1989 року працював завідувачем Цюрупинського відділу культури. Далі протягом п'яти місяців займав пост заступника директора Херсонського обласного українського музично-драматичного театру. І в жовтні 1989 став директором Херсонського обласного музично-драматичного театру ім. М. Куліша, у 1999 році — генеральним директором. А з березня 2004 року і донині є генеральним директором-художнім керівником Херсонського обласного академічного музично-драматичного театру ім. М. Куліша.
У 2010 році підвищував кваліфікацію в Національній академії керівних кадрів культури і мистецтв — «Особливості організації та управління діяльністю театрів в сучасних умовах».

## Театр
Тридцять чотири роки поспіль Олександра Книга очолює херсонський театр. Керівник зумів згуртувати біля себе потужну та дієву команду фахівців театральної справи, акторів, режисерів, музикантів, сценографів, балетмейстерів, що спільними зусиллями привели обласний театр на найвищий рівень сучасного театрального мистецтва. Об'єднав навколо себе талановиту молодь, створив новий, сучасний театр, навколо якого сформувався просвітницько-культурний простір. Він став мистецьким центром для херсонських художників, письменників, поетів, драматургів та інших творчих особистостей.
Завдяки Олександру Книзі було створено благодійну раду театру, до складу якої увійшли директори підприємств, банкіри та бізнесмени Херсона. Їхні благодійні внески спрямовуються на зміцнення матеріально-технічної бази та заохочення творчих співробітників. Вперше у них з'явилась можливість отримувати творчі стипендії, цінні подарунки та премії. Зокрема, премію «Успіх».
Театр плідно працює над розширенням та втіленням у життя нових форм роботи з глядачем: створено нові сцени «Театр-кафе», сцени «Під дахом», «Під колом», «Театральний дворик»… З 2011 році на базі зеленого туризму «Чумацька криниця» відрили лісовий театр. Останнім часом там ішли вистави: «Лісова пісня» Л. Українки, «Майська ніч» М. Гоголя, «Музика лісу» К. Слажнєвої, «Сон літньої ночі» В. Шекспіра та «Як козаки відпочивали» І. Корольової. Щозими працювала Резиденція Діда Мороза.
Щомісяця театр показує 36-40 вистав та випускає 12-16 прем'єр на рік.

## «Мельпомена Таврії»
За ініціативи Олександра Книги у 1999 році започатковано проведення театрального фестивалю «Мельпомена Таврії», який у 2003 році набув статусу «Міжнародний». У межах фестивалю відбуваються наради директорів театрів України, Міжнародні режисерські конференції, творчі зустрічі драматургів, майстер-класи, літературні симпозіуми. За 25 років існування на фестивалі було показано понад 516 вистав, його відвідали близько 230 театрів зі 100 міст більш, ніж 20 країн світу. Зокрема, брали участь театральні колективи з Білорусі, Угорщини, Польщі, Румунії, Молдови, Португалії, Грузії, Азербайджану, Латвії, Литви, Ізраїлю, Франції, Болгарії, Туреччини, Австрії, Німеччини, Вірменії тощо.

## Соціальні проєкти
Олександр Книга приділяє чималу увагу соціальним і культурним проблемам, організовує акції та флешмоби, створює тематичні заходи на підтримку і захист архітектурних та історичних пам'яток. Зокрема, під час XXII «Мельпомени Таврії» в Обласному палаці культури організував показ моновистави «Не плачте за мною ніколи» Марії Матіос. Запустив флешмоб на підтримку медиків #Я_ЦІНУЮ_ЛІКАРІВ. Організовував  акції з прибирання та замальовування реклами вуличних наркотиків. Ініціював створення спільних проєктів із Міжнародною антинаркотичною асоціацією — вистави «Ілюзія» та «Моя хата скраю…».
Під його керівництвом на Херсонщині проводяться: фестиваль народної творчості «Купальські зорі» (у м. Гола Пристань), фестиваль «Олешківські забави» (у м. Олешки). Олександр Книга є членом оргкомітету Всеукраїнського благодійного дитячого фестивалю «Чорноморські ігри».

## Окупація Херсона
З моменту повномасштабного вторгнення та окупації Херсона 40 днів не полишав Херсонщину — проживав у себе вдома в Олешках. Був у російському полоні, його обвинувачували в організації мітингів. Проте стався резонанс через викрадення і його відпустили. Та все одно росіяни схиляли Олександра Книгу до співпраці, на що він відповів відмовою та врешті виїхав на підконтрольну Україні територію.
Оговтавшись після пережитого, він знову почав культурну діяльність задля розвитку української культури та мистецтва. Представляв Україну та міжнародних театральних фестивалях у Туреччині та Португалії. У Малтепе (Туреччина) на IV Міжнародний театральний фестиваль під егідою Євразійської Театральної Асоціації очолював міжнародне журі.
Зміг згуртувати колектив та провести 24-й Міжнародний театральний фестиваль «Мельпомена Таврії». Відбувався він у заплановані ще попереднього року дні попри воєнний стан в Україні із 10 до 19 червня, задля підтримки херсонців, які перебувають в окупації, а також тих, які були змушені покинути свої домівки під лозунгом: «Мельпомена — голос Херсонщини»! Меценати, театри-учасники, глядачі та інші небайдужі збирали кошти на благодійний рахунок театру ім. М.Куліша на підтримку співробітників херсонського театру.
Після фестивалю за ініціативи Книги О. А. відбулось чимало акцій на підтримку Херсона, зокрема до Дня прапора у Києві через Парковий пішохідний міст на Труханів острів розгорнули 430-метровий прапор України як знак об'єднання правого і лівого берегів Дніпра.
Після початку повномасштабного вторгнення та окупації російськими загарбниками Херсона колектив театру був розкиданий по всьому світу, але й це не стало на заваді мистецької діяльності. У вересні 2022-го у Києві за ініціативи Олександра Книги було показано відновлену виставу «Кицька на спогад про темінь» за п'єсою Неди Нежданої. Тоді ж вирішили створити прем'єру про Херсон, під час якої артисти на сцені розповідають свої особисті історії життя в окупації та виїзду на підконтрольну. Прем'єра вистави «Лишатися (не) можна…» відбулась 14 жовтня на Новій сцені Національного академічного драматичного театру імені Лесі Українки.
Водночас пройшли гастролі з виставою «Кицька на спогад про темінь» містами країни. Після кожної вистави проходила зустріч з глядачами, серед яких було чимало ВПО.
Олександр Книга їздив у Гаагу, де свідчив про злочини російських військових відносно українців.

## Звільнення Херсона
Відразу після звільнення Херсона Олександр Книга повернувся в театр Куліша. За його ініціативи було створено сцену в бомбосховищі — артхаб в укритті, де донині показують вистави, концертні програми, тематичні виставки, організовують творчі зустрічі, проводять майстер-класи для дітей та кінопокази.
У грудні 2022 відразу після звільнення міста в артхабі створили Резиденцію Святого Миколая. Благодійні організації, з якими активно співпрацює Книга О. А., привезли подарунки для дітей. Протягом кількох днів до артхабу прийшло близько 1700 дітей.
Наразі співробітники театру їздять на гастролі (тільки влітку 2023-го побували на фестивалі у Грузії з виставою «Юда» та в Словаччині з виставою «Кицька на спогад про темінь» — виставу показували на фестивалі «Погода» в м. Тренчин, після відбувся гастрольний тур ще 5 містами країни).
За підтримки Українського культурного фонду трупа театру гастролювала сімома містами України із виставою «Лишатися (не) можна…»: Миколаїв, Кропивницький, Черкаси, Київ, Житомир, Івано-Франківськ, Львів. Покази для всіх глядачів були безкоштовними.
Попри постійні обстріли Херсона, у місті випускаються прем'єри — вистава «Позивний „Горобчик“», концертні програми «Сам собі країна» та «Герої нескореної країни» тощо.
Під керівництвом Олександра Книги відбувся ювілейний, 25-й Міжнародний театральний фестиваль «Мельномена Таврії» під девізом «Ми вдома». У його межах були home program у безпечному місці у Херсоні та guest program на сценах різних театрів країни та закордону.
Попри те, що частина колективу розкидана по країні, наразі триває підготовка до прем'єр «Буде тобі. Враже, так, як відьма скаже» та «Котигорошко проти вікінгів», випуск яких підтримують міжнародні організації. Прем'єри відбудуться у грудні 2023 в Миколаєві на базі Миколаївського академічного художнього драматичного театру.

## Нагороди, почесні звання
- 1995 — заслужений працівник культури України
- 1999, 2002 — подяка Президента України
- 2001 — премія ім. М. Кропивницького Національної спілки театральних діячів України
- 2001 — знак «Відмінник освіти України»
- 2003 — почесна відзнака Міністерства культури і мистецтв України
- 2009 — заслужений діяч мистецтв України
- 2015 — почесний громадянин міста Херсона
- 2017 — народний артист України
- 2021 — «Театральний діяч року» згідно рейтингу турецького мистецького журналу «Tiyatro» (Туреччина)
- 2022 — Театральна премія ім. Тунджера Джюдженоглу[34]

## Досвід роботи у виборних органах, членство в ІГС
- з 1989 р. по нинішній час — член спілки Херсонського відділення Національної спілки театральних діячів України
- з 2000 р. по нинішній час — член клубу Громадське об'єднання "Херсонський клуб «Ротарі», зараз — президент клубу
- 3 2008 по 2019 р. — керівник Херсонської міської організації «Культурний центр України — Литва»
- з 2011 р. по нинішній час — голова Асоціації режисерів України;
- з 2015 р. по нинішній час — депутат Херсонської обласної ради VII скликання.
- з 2018 по 2020 р. — член Наглядової ради Українського культурного фонду
- з 2018 р. по нинішній час — голова Євразійської Театральної Асоціації
- член громадської організації «Земляцтво Херсонщини»

## Родина
Діти: Євгенія, Олександра, Андрій, Іван та Анастасія
Дружина: Оксана Книга
Онук: Георгій Сікоєв

## Сторінки у соцмережах
Instagram: @oleksandr_kniga
TikTok: @oleksandr_kniga